# Markies van Buckingham
Markies van Buckingham (Engels: marquess of Buckingham) is een Britse adellijke titel.
De titel werd voor het eerst gecreëerd in 1618 door koning Jacobus I voor George Villiers, die de titel graaf van Buckingham al bezat. Na de dood van zijn zoon in 1687 stierf de titel uit.
In 1784 werd de titel opnieuw gecreëerd door George III voor George Nugent-Temple-Grenville. Zijn zoon, Richard Temple-Nugent-Brydges-Chandos-Grenville werd in 1861 hertog van Buckingham en Chandos, waarmee de titel een aanvullende werd op de hertogstitel.

## Markies van Buckingham, eerste creatie (1618)
- 1618 – 1628: George Villiers
- 1628 – 1687: George Villiers (1628-1687)

## Markies van Buckingham, tweede creatie (1784)
- 1784 – 1813: George Nugent-Temple-Grenville (1753-1813), 1e markies van Buckingham
- 1813 – 1839: Richard Temple-Nugent-Brydges-Chandos-Grenville (1776), 2e markies Buckingham, 1e hertog van Buckingham en Chandos
- 1839 – 1861: Richard Plantagenet Temple-Nugent-Brydges-Chandos-Grenville (1797-1861), 3e markies van Buckingham, 2e hertog van Buckingham en Chandos
- 1861 – 1889: Richard Plantagenet Campbell Temple-Nugent-Brydges-Chandos-Grenville (1823-1889), 4e markies van Buckingham, 3e hertog van Buckingham en Chandos